# Società di storia dell'arte in Svizzera
La Società di storia dell'arte in Svizzera (SSAS) (tedesco: Gesellschaft für Schweizerische Kunstgeschichte (GSK), francese: Société d'histoire de l'art en Suisse (SHAS)) è un'organizzazione senza scopo di lucro che si occupa dello studio e della divulgazione del patrimonio storico culturale della Svizzera. L'organizzazione è stata fondata nel 1880 e ha sede a Berna.

## Storia

### La nascita dell'organizzazione
La «Società di storia dell'arte in Svizzera» (SSAS), così chiamata dal 1934, fu fondata a Zofingen nel giugno del 1880 con il nome di «Vaterländische Gesellschaft für Erhaltung historischer Denkmäler» (Società patriottica per la conservazione dei monumenti storici). Fu voluta da personalità che facevano capo alla «Schweizerischer Kunstverein» (Società Svizzera di Belle Arti) e il suo primo presidente fu il pittore ginevrino Théodore de Saussure, nipote del celebre naturalista Horace-Bénédict de Saussure. La vicepresidenza era assicurata dallo storico dell'arte zurighese Johann Rudolf Rahn. La Società patriottica per la conservazione dei monumenti storici si proponeva di conservare e restaurare i monumenti architettonici, ma anche di salvaguardare le opere d'arte sparse qua e là raccogliendole in vari musei, di favorire la comprensione per le «belle arti» e di sostenere gli artisti, pittori e scultori. Nello statuto votato alla riunione del comitato del 20 giugno 1880, il nome della società fu cambiato in «Verein für Erhaltung vaterländischer Kunstdenkmäler» (Associazione per la conservazione dei monumenti artistici della patria). Il regolamento prevedeva che le somme ricevute dovessero essere divise in due parti uguali e contabilizzate, da un lato, per finanziare le pubblicazioni e, dall'altro, per acquistare opere d'arte e oggetti antichi di valore. Questa seconda parte del fondo era anche destinata al restauro dei monumenti storici che rischiavano di essere distrutti o di cadere in rovina.
L'associazione cambiò nuovamente nome in occasione dell'assemblea generale tenutasi a Losanna nel 1881, quando venne ribattezzata «Schweizerische Gesellschaft für Erhaltung historischer Kunstdenkmäler» (Società svizzera per la conservazione dei monumenti dell'arte storica). All'epoca si occupava essenzialmente dell'acquisto di oggetti ed edifici d'importanza nazionale ma anche di pubblicazioni. Nel 1881 uscì un breve trattato sulla croce-reliquiario di Engelberg (risalente a un periodo compreso tra la fine del XII e l'inizio del XIII secolo) a cura dello storico dell'arte Johann Rudolf Rahn. Lo stesso autore firmò anche la descrizione della vetrata del 1530 che decora la chiesa riformata di Saint-Saphorin (Vaud), poi quella di Casa Borrani ad Ascona, detta anche Casa Serodine, con la sua facciata barocca. All'assemblea generale del 1882 fu chiesto di redigere un inventario degli edifici che necessitavano di interventi conservativi o restaurativi, come pure degli oggetti d'arte che correvano il rischio di essere distrutti o venduti.

### Il ruolo della società nell'acquisire opere per il Museo nazionale svizzero
Nel marzo del 1884 il Dipartimento federale dell'Interno rispose a una mozione concernente la creazione di un museo nazionale svizzero e incaricò la Società svizzera per la conservazione dei monumenti d'arte storica di acquistare un certo numero di oggetti a sua discrezione ma che sarebbero poi stati di proprietà della Confederazione. Nell'ordinanza esecutiva del 25 febbraio 1887 venne istituita una «Eidgenössische Kommission für Erhaltung schweizerischer Altertümer» (Commissione federale per la conservazione delle antichità in Svizzera), le cui competenze e i cui obblighi furono trasferiti al comitato della Società svizzera per la conservazione dei monumenti d'arte storica. In quello stesso anno lo statuto della Società fu modificato in funzione del suo nuovo ruolo.
Nel 1891 il Consiglio federale fondò il Museo nazionale svizzero con sede a Zurigo e pertanto la competenza dell'acquisto delle antichità fu tolta alla Società svizzera per la conservazione dei monumenti d'arte storica. Questa decisione fu interinata il 12 marzo 1892. L'associazione, da parte sua, continuò a occuparsi di inventariazione, conservazione e restauro delle opere d'arte, come pure di scavi.

### L'approccio della società nei restauri e nelle opere di conservazione
Nel 1896 Karl Stehlin, allora presidente della Società (1895-1898) succeduto a Julius Kunkler (1888-1895), fu chiamato a dirigere una nuova commissione sussidiaria di ricerche sull'epoca romana. Josef Zemp (1898-1904 e 1915-1916) e Albert Naef, che succedette a Zemp alla presidenza dell'associazione tra il 1904 e il 1915, sostennero fermamente la parità di trattamento tra tutti gli stili antichi rifiutando ogni gerarchizzazione delle epoche. Per entrambi era fondamentale che l'opera autentica venisse sottoposta a un lavoro conservativo il più completo possibile dove ciò che era originale potesse essere chiaramente distinto da ciò che invece era stato ricostruito al fine di evitare “pastiches” artistici. 
A partire dal 1899 l’Anzeiger für schweizerische Altertumskunde (Bollettino delle antichità svizzere), edito dal Museo nazionale svizzero, funse da organo ufficiale della Società svizzera per la conservazione dei monumenti d'arte storica, completato nel 1901 dalla pubblicazione delle Mitteilungen in due edizioni (tedesca e francese). Il primo quaderno di questa serie fu dedicato alle vetrate del coro della chiesa di Oberkirch presso Frauenfeld e alla fontana del Weinmarkt (mercato del vino) a Lucerna con testi di Johann Rudolf Rahn e Josef Zemp. 

### Inventario dei monumenti d'arte e di storia della Svizzera e pubblicazioni
Il direttore dell'Archivio di Stato Robert Durrer realizzò la statistica dei monumenti di Obvaldo e Nidvaldo, pubblicata come supplemento del Bollettino delle antichità svizzere e ristampata nel 1971. Parallelamente, nel 1900, Paul Ganz suggerì di realizzare un repertorio con fotografie di antiche vetrate della Svizzera, piani di costruzione e disegni di vetrate. Nominato direttore del Museo d'arte di Basilea, fino al 1902 riuscì a mettere assieme una piccola collezione che divenne il punto di partenza dell'«Archiv für Schweizerische Kunstgeschichte» (Archivio per la storia dell'arte in Svizzera). Contemporaneamente Johann Rudolf Rahn cominciò a redigere un inventario dei monumenti d'arte e di storia della Svizzera.
Nel 1915 il Dipartimento dell’Interno istituì la Commissione federale dei monumenti storici e pertanto la Società non avrebbe più dovuto occuparsi di conservazione dei monumenti. Tuttavia, a quest'ultima fu lasciato come consolazione un credito di 2000 franchi – che successivamente divennero 3000 – per i «piccoli lavori di restauro». Tale credito le fu versato fino al 1960. Privata nel giro di poco tempo di due compiti essenziali, ovvero l'acquisto di opere d'arte e la conservazione dei monumenti, la Società si dedicò più intensamente alla pubblicazione di opere.
Nel 1920, sotto la presidenza dell'architetto ginevrino Camille Martin (1916-1922), si iniziò a lavorare all'inventario scientifico dei monumenti d'arte e di storia della Svizzera: Samuel Guyer intraprese il censimento architettonico del Canton Zurigo e Linus Birchler quello dei Cantoni Svitto e Uri. Il comitato della Società presentò alle autorità federali una richiesta di sovvenzioni e nel 1924 stabilì delle regole per l'organizzazione di tali lavori di vasta portata. Nel 1925, d'accordo con il Dipartimento dell'Interno e con diverse associazioni scientifiche, la Società poté avviare la pubblicazione dell'inventario nazionale dei Monumenti d'arte e di storia della Svizzera, in stretta collaborazione con i cantoni. Il primo volume, dedicato ai tre distretti del Canton Svitto Einsiedeln (precisamente March e Höfe), fu pubblicato nel 1927, frutto della penna dello storico dell'architettura Linus Birchler, primo presidente della Commissione federale dei monumenti storici.
Da allora sono stati pubblicati poco meno di 140 volumi appartenenti a questa collana, ai quali tra il 1982 e il 2004 si aggiunse l’Inventario svizzero di architettura 1850-1920 INSA, collezione di undici volumi. La Società di storia dell'arte in Svizzera cura anche la pubblicazione delle Guide ai monumenti svizzeri, serie lanciata nel 1935 da Paul Ganz, delle guide regionali e cantonali, delle opere fuori serie dedicate ad argomenti specifici concernenti la storia dell'arte e dell'architettura, e infine della sua rivista trimestrale Arte + Architettura in Svizzera.
Nel 1991 viene creata la Fondazione per la storia dell'arte in Svizzera FSAS collegata alla Società di storia dell'arte in Svizzera e istituita per produrre lavoro di inventariazione, ricerche e consulenze.
| Italiano                                                               | Tedesco                                                               | Francese                                                                | Periodo                               |
| ---------------------------------------------------------------------- | --------------------------------------------------------------------- | ----------------------------------------------------------------------- | ------------------------------------- |
| Società patriottica per la conservazione dei monumenti storici         | Vaterländische Gesellschaft für Erhaltung historischer Denkmäler      | Société patriotique pour la conservation des monuments historiques      | fondazione 1880                       |
| Associazione per la conservazione dei monumenti artistici della patria | Verein für Erhaltung vaterländischer Kunstdenkmäler                   | Association pour la conservation des monuments artistiques de la patrie | votazione dello statuto a giugno 1880 |
| Società svizzera per la conservazione dei monumenti dell'arte storica  | Schweizerische Gesellschaft für Erhaltung historischer Kunstdenkmäler | Société suisse pour la conservation des monuments de l'art historique   | 1881                                  |
| Società di storia dell'arte in Svizzera SSAS                           | Gesellschaft für Schweizerische Kunstgeschichte (GSK)                 | Société d'histoire de l'art en Suisse (SHAS)                            | dal 1934                              |

## Organizzazione
La Società di storia dell'arte in Svizzera è un'organizzazione senza scopo di lucro e i suoi organi esecutivi sono l'assemblea generale e il comitato.
| Presidente           | Date                      |
| -------------------- | ------------------------- |
| Théodore de Saussure | Primo presidente dal 1880 |
| Julius Kunkler       | 1888-1895                 |
| Karl Stehlin         | 1895-1898                 |
| Josef Zemp           | 1898-1904                 |
| Albert Naef          | 1904-1915                 |
| Josef Zemp           | 1915-1916                 |
| Camille Martin       | 1916-1922                 |
|                      |                           |
| Nicole Pfister Fetz  |                           |

## Attività
La Società di storia dell'arte in Svizzera si occupa nel corso della sua storia della realizzazione dell'inventario del patrimonio svizzero, di acquisto di opere, di restauri e scavi archeologici e di produrre ricerche e pubblicazioni. 
- Realizzazione dell'inventario del patrimonio svizzero. In particolare Johann Rudolf Rahn comincia a redigere al'inizio del Novecento l'inventario dei monumento d'arte e di storia della Svizzera. Nel 1915 il compito di produrre l'inventario per la Svizzera passa alla Commissione federale dei monumenti storici. Nel 1920 viene avviata la redazione dell'inventario scientifico dei monumenti d'arte e di storia della Svizzera sotto la presidenza di Camille Martin e con Samuel Guyer (per il censimento architettonico del Canton Zurigo) e Linus Birchler (per il censimento architettonico dei Cantoni Svitto e Uri).
- Acquisto di opere d'arte. In particolare l'organizzazione si occupa dal 1884 al 1891 dell'acquisto di opere per la confederazione; nel 1891 con la creazione del Museo nazionale svizzero la competenza passa al museo.
- Realizzazione di opere di restauro e conservazione e di scavi archeologici.
- Produzione di pubblicazioni sulla base di ricerche.

Tra le pubblicazioni più note vi sono
- La collana "Monumenti d’arte e di storia della Svizzera". Una collana che pubblica l’inventario dei monumenti svizzeri, avviata in accordo con il Dipartimento dell'Interno e con diverse associazioni scientifiche nel 1925-1927. La collana ha oltre 130 volumi. La pubblicazione è anche in formato elettronico.
- La collana "Guide storico‐artistiche della Svizzera". Ua collana avviata nel 1935.
- La rivista "Arte + Architettura in Svizzera".

A partire dal 2010 la Società di storia dell'arte in Svizzera ha potenziato la sua accessibilità digitale attraverso 
- e-books con geolocalizzazione e link.
- Péristyle, un sistema di pubblicazione digitale a pagamento per studenti e giovani ricercatori[5].
- Swiss Art To Go, un'app per smartphone[6].